# ادیپرس

نشان بازرگانی گروه ادیپرس

ادیپرس (به انگلیسی: Edipresse) یک انتشارات برای رسانههای جهانی و کمپانیهای ارتباطاتی است که در ژانویه ۱۹۰۷ میلادی در سوییس بنیانگذاری شد. کار اصلی ادیپرس انتشار روزنامه و ژورنال است. هم چنین این گروه بر روی رسانههای دیجیتال نیز کار می‌کند؛ و هم‌اکنون دارای ۳۸۰۰ تن کارمند است. 